# Resolução 292 do Conselho de Segurança das Nações Unidas
A Resolução 292 do Conselho de Segurança das Nações Unidas, aprovada em 10 de fevereiro de 1971, depois de examinar a solicitação de Butão para ser membro das Nações Unidas, o Conselho recomendou à Assembleia Geral que o Butão fosse admitido.